# Ghinda'e
Ghinda'e (tigrinska: ጊንዳዕ, Gīnda‘) är en ort i Eritrea.   Den ligger i regionen Norra rödahavsregionen, i den centrala delen av landet, 21 km nordost om huvudstaden Asmara. Ghinda'e ligger 946 meter över havet och antalet invånare är 11 560.
Terrängen runt Ghinda'e är kuperad åt nordost, men åt sydväst är den bergig. Runt Ghinda'e är det ganska tätbefolkat, med 56 invånare per kvadratkilometer. Ghinda'e är det största samhället i trakten. Trakten runt Ghinda'e består i huvudsak av gräsmarker.